# Otiothops helena
Otiothops helena är en spindelart som beskrevs av Antonio D. Brescovit och Alexandre B. Bonaldo 1993. Otiothops helena ingår i släktet Otiothops och familjen Palpimanidae. Inga underarter finns listade i Catalogue of Life.